# Trilineare Filterung
Trilineare Filterung oder trilineare Interpolation ist eine isotrope Interpolationsmethode, die als Texturfilter beim Rendern von 3D-Computergrafik zum Einsatz kommt. Bei der trilinearen Filterung handelt es sich um eine Erweiterung der bilinearen Filterung mit dem Ziel, den Effekt von MIP-Banding zu unterdrücken. Ihr Einsatz ist folglich nur gemeinsam mit MIP-Mapping sinnvoll.
MIP-Banding ist eine Unstetigkeit, die bei bilinear gefilterten Texturen am Übergang zwischen zwei MIP-Stufen (level of detail) entsteht. Sie ist als Linie deutlich erkennbar, an der sich der Schärfegrad der Textur abrupt ändert.
Um diesen Effekt zu vermeiden, werden beim trilinearen Filtern stets zwei Texturwerte, die sich durch Interpolation der benachbarten MIP-Stufen ergeben, berechnet und anschließend linear interpoliert. Die hierzu notwendige dreistufige lineare Interpolation gibt der trilinearen Interpolation ihren Namen.